# Нетта-Друга
Нетта-Друга (пол. Netta Druga) — село в Польщі, у гміні Августів Августівського повіту Підляського воєводства.
Населення — 249 осіб (2011).
У 1975-1998 роках село належало до Сувальського воєводства.

## Демографія
Демографічна структура станом на 31 березня 2011 року:
|          | Загалом | Допрацездатний вік | Працездатний вік | Постпрацездатний вік |
| -------- | ------- | ------------------ | ---------------- | -------------------- |
| Чоловіки | 128     | 38                 | 80               | 10                   |
| Жінки    | 121     | 29                 | 71               | 21                   |
| Разом    | 249     | 67                 | 151              | 31                   |